# Komplexní číslo

Znázornění komplexního čísla a čísla k němu komplexně sdruženého v komplexní rovině. r je absolutní hodnota (norma), φ je argument.

Komplexní čísla (z latinského complexus, složený) jsou rozšířením oboru reálných čísel, které má vlastnost, že v něm každá algebraická rovnice má příslušný počet řešení podle základní věty algebry. Například kvadratická rovnice x2 + 1 = 0 nemá v oboru reálných čísel řešení, protože její diskriminant (−4) je záporný a jeho odmocnina zde není definována. Komplexní číslo má dvě složky, reálnou a imaginární, a zapisuje se nejčastěji jako a + bi, přičemž i znamená imaginární jednotku, pro kterou platí vztah i2 = −1. Zmíněná rovnice pak má dvě řešení, ± i. Pro operace s komplexními čísly platí pravidla pro počítání s dvojčleny. Množinu všech komplexních čísel obvykle značíme ℂ. 
Komplexní čísla lze interpretovat geometricky. Zde je příklad v kartézských souřadnicích. Jako se reálná čísla zobrazují na reálné ose Re, budou imaginární čísla zobrazena na kolmé imaginární ose Im a každé komplexní číslo se zobrazí jako bod v rovině se souřadnicemi [x, y]. Číslo tvaru [x, 0] je reálné, číslo tvaru [0, y] je ryze imaginární. Absolutní hodnota komplexního čísla je pak vzdálenost bodu [x, y] od počátku souřadnic a číslo komplexně sdružené (tj. číslo [x, −y]) je zrcadlovým obrazem bodu [x, y] podle reálné osy x, tedy Re.
Komplexní čísla jsou významná nejen v matematice, ale také ve fyzice, především v elektrotechnice, optice a hydrodynamice.

## Zápis a související pojmy

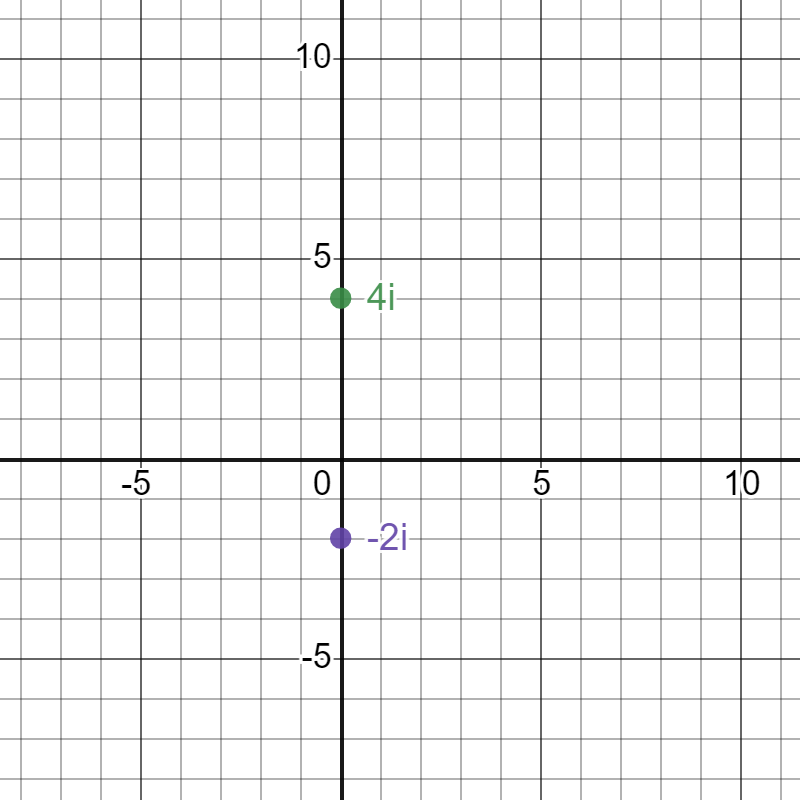
Graf několika ryze imaginárních čísel

Komplexním číslem nazveme číslo tvaru {\displaystyle a+b\mathrm {i} \,\!}, kde {\displaystyle a\,\!} a {\displaystyle b\,\!} jsou reálná čísla. Tento tvar komplexního čísla se nazývá algebraický. Písmeno {\displaystyle \mathrm {i} \,\!} značí imaginární jednotku, která se neformálně zavádí jako číslo splňující rovnici {\displaystyle \mathrm {i} ^{2}+1=0\,,} což je intuitivně odmocnina z −1, která v reálných číslech neexistuje. Formálně správnější je např. definice pomocí uspořádaných dvojic, která je ale poněkud techničtější.

Reálné číslo {\displaystyle a\,\!} se nazývá reálnou částí tohoto komplexního čísla a reálné číslo {\displaystyle b\,\!} jeho imaginární částí. Pokud je {\displaystyle b=0\,\!}, je dotyčné číslo reálným číslem {\displaystyle a\,\!}, tj. reálná čísla tvoří podmnožinu čísel komplexních. Pokud je {\displaystyle a=0\,\!}, mluvíme o (ryze) imaginárním číslu. Někteří autoři totiž pojmem imaginární číslo rozumí jakékoli komplexní číslo.
Někdy se imaginární jednotka značí též {\displaystyle \mathrm {j} }, zejména ve vědeckotechnických oborech, kde se písmeno {\displaystyle \mathrm {i} } používá pro jiné účely. Lze se setkat též se symbolem 𝕚.
Na pořadí imaginární části a imaginární jednotky v zápisu imaginárního čísla nezáleží ({\displaystyle b\mathrm {i} =\mathrm {i} b\,\!}).

### Značení
Množina všech komplexních čísel se značí obvykle písmenem {\displaystyle \mathbb {C} }.
Potřebujeme-li pracovat pouze s reálnou, resp. imaginární částí komplexního čísla {\displaystyle z\,\!}, používáme zápis
{\displaystyle a=\mathrm {Re} (z)=\Re (z)},
{\displaystyle b=\mathrm {Im} (z)=\Im (z)},
kde {\displaystyle a,b\,\!} jsou reálná čísla. Komplexní číslo {\displaystyle z\,\!} lze tedy také vyjádřit některým z následujících zápisů:
{\displaystyle z=a+\mathrm {i} b=\mathrm {Re} (z)+\mathrm {i} \mathrm {Im} (z)=\Re (z)+\mathrm {i} \Im (z)\,\!}
S imaginární jednotkou se zachází jako s každým jiným číslem, proto je možné používat následujících zkrácených zápisů:
{\displaystyle 0+x\cdot \mathrm {i} =x\cdot \mathrm {i} \,\!}
{\displaystyle x+0\cdot \mathrm {i} =x\,\!}
{\displaystyle 1\cdot \mathrm {i} =\mathrm {i} \,\!}
{\displaystyle -1\cdot \mathrm {i} =-\mathrm {i} \,\!}

### Příklad
Číslo {\displaystyle z=3+2\mathrm {i} \,\!} má reálnou část {\displaystyle \mathrm {Re} (z)=3\,\!} a imaginární část {\displaystyle \mathrm {Im} (z)=2\,\!}. Nejedná se ani o reálné, ani o ryze imaginární číslo.

## Důvody pro zavedení komplexních čísel

### Historie
Už perský matematik Al-Chorezmí (asi 820) poznamenal, že některé kvadratické rovnice nemají reálné řešení, čehož si patrně byli vědomi i jeho předchůdci z Indie. Ačkoliv z dnešního pohledu se takové rovnice považují za řešitelné v komplexním oboru, toto samo o sobě, jako motivace pro zavedení komplexních čísel, nestačilo. Prvními, kdo z dnešního pohledu použili komplexní čísla byli Scipione del Ferro a Niccolò Fontana Tartaglia (kolem 1530), kteří nezávisle na sobě navrhli metodu na řešení kubické rovnice, která, ačkoliv je stále zajímala pouze reálná řešení, vyžaduje jako mezivýpočet použití komplexních čísel. Tartaglia metodu nejprve držel v tajnosti, ale podělil se o ni později, pod slibem mlčenlivosti, s italským matematikem Gerolamem Cardanem. Ten ji spolu s metodou pro řešení kvartické rovnice, objevenou jeho žákem Lodovicem Ferrarim, též využívající komplexní čísla, publikoval v knize Ars Magna (1545), přičemž uvedl, že del Ferro řešení nalezl dříve, než Tartaglia. René Descartes zavedl 1637 označení reálné a imaginární číslo a z jeho práce plyne geometrická interpretace komplexních čísel. Zajímavé výsledky zkoumání těchto „neskutečných“ čísel ukázal Leonhard Euler a komplexní čísla rigorózně zavedl francouzský matematik Augustin Louis Cauchy (1821) a nezávisle na něm Carl Friedrich Gauss (1831).

### Matematická motivace
Obor reálných čísel, který vyjadřuje dostatečně dobře jakoukoliv kvantitu (množství), se tedy rozšiřuje do oboru komplexních čísel, jejichž význam není intuitivně příliš zřejmý, a to především proto, že v reálném oboru neleží řešení (kořeny) některých algebraických rovnic, čili obor reálných čísel není vzhledem k nim uzavřený.
V oboru reálných čísel existují polynomy (s reálnými koeficienty a nezápornými celočíselnými exponenty), které nemají v oboru reálných čísel žádný kořen, případně je počet jejich reálných kořenů nižší než stupeň polynomu.
Obor komplexních čísel je uzavřený nejen na výše uvedené kořeny polynomů s reálnými koeficienty, ale i na kořeny polynomů s komplexními koeficienty. Tuto uzavřenost vyjadřuje základní věta algebry, která říká, že polynom n-tého stupně má v oboru komplexních čísel n kořenů (pokud počítáme jejich násobnost – polynom {\displaystyle x^{2}-2x+1} má dvojnásobný kořen x=1, protože jej lze rozložit na {\displaystyle (x-1).(x-1)}).
V dnešní době je komplexní analýza důležitým matematickým prostředkem s četnými aplikacemi v různých jiných odvětvích matematiky, včetně například teorie čísel, vedoucí k výsledkům, které jsou bez použití komplexních čísel zcela nedostupné, nebo obtížněji dostupné.

#### Příklad
Polynom {\displaystyle x^{2}+1\,\!} nemá v oboru reálných čísel žádný kořen. V oboru komplexních čísel jeho kořeny jsou čísla {\displaystyle \mathrm {i} \,\!} a {\displaystyle -\mathrm {i} \,\!}, protože:
{\displaystyle \mathrm {i} ^{2}+1=-1+1=0\,\!}
{\displaystyle (-\mathrm {i} )^{2}+1=-1+1=0\,\!}

### Technické aplikace
I samotné značení vyplývající z použití komplexních čísel může často zjednodušit a zpřehlednit zápisy a výpočty v některých případech, kde není zcela nutné, jako například  Fourierovy řady. To má technické aplikace ve zpracování signálu a výpočtu střídavých elektrických obvodů. Aparát komplexních čísel hojně využívá teorie kvantové fyziky, kde vlnová funkce nabývá hodnot v komplexním oboru.

## Operace s komplexními čísly

### Algebraický tvar komplexních čísel
Pro čísla v algebraickém tvaru lze jednoduchými algebraickými úpravami odvodit vztahy pro součet, rozdíl a součin dvou komplexních čísel:
{\displaystyle (a+\mathrm {i} b)+(c+\mathrm {i} d)=(a+c)+\mathrm {i} (b+d)\,\!}
{\displaystyle (a+\mathrm {i} b)-(c+\mathrm {i} d)=(a-c)+\mathrm {i} (b-d)\,\!}
{\displaystyle (a+\mathrm {i} b)\cdot (c+\mathrm {i} d)=(ac-bd)+\mathrm {i} (ad+bc)\,\!}
Podíl dvou komplexních čísel lze vyjádřit takto:
{\displaystyle {a+\mathrm {i} b \over c+\mathrm {i} d}={(a+\mathrm {i} b)(c-\mathrm {i} d) \over (c+\mathrm {i} d)(c-\mathrm {i} d)}={(ac+bd)+\mathrm {i} (bc-ad) \over c^{2}+d^{2}}=\left({ac+bd \over c^{2}+d^{2}}\right)+\mathrm {i} \left({bc-ad \over c^{2}+d^{2}}\right).}
Pro komplexní číslo {\displaystyle z=a+b\mathrm {i} } je definována konjugace (komplexně sdružené číslo) {\displaystyle {\bar {z}}:=a-b\mathrm {i} }. Jejich součin {\displaystyle z{\bar {z}}=a^{2}+b^{2}} je vždy reálný a nezáporný a je roven nule, pouze když {\displaystyle z=0}. Pak můžeme psát pro inverzi stručně {\displaystyle z^{-1}={\bar {z}}/(z{\bar {z}})} pro {\displaystyle z\neq 0}.
Norma (též absolutní hodnota nebo modul) komplexního čísla {\displaystyle z=a+b\mathrm {i} } je definována jako {\displaystyle |z|:={\sqrt {z{\bar {z}}}}={\sqrt {a^{2}+b^{2}}}}. Platí, že pro libovolná komplexní čísla {\displaystyle z,w} je {\displaystyle |zw|=|z||w|}, tj. norma součinu je součin norem.

### Geometrické znázornění komplexních čísel
Komplexní čísla se zobrazují v komplexní (Gaussově) rovině jako body se souřadnicemi x,y; x je reálná část komplexního čísla, y imaginární část. Na ose x leží reálná čísla, ose y ryze imaginární čísla. Kombinací těchto dvou složek (reálné a imaginární) dostaneme množinu všech komplexních čísel, tj. Gaussova rovina.
Alternativně se pro znázornění množiny {\displaystyle \mathbb {C} \cup \{\infty \}} používá jako model tzv. Riemannova sféra, kdy komplexní rovinu stereograficky promítneme na sféru tak, že nula je jižní pól, komplexní jednotky tvoří rovník a na severním pólu se nachází komplexní nekonečno. Toto rozšíření ℂ o nevlastní bod je někdy užitečné v komplexní analýze.

### Goniometrický tvar komplexních čísel
Každé komplexní číslo z různé od nuly je možné jednoznačně vyjádřit v goniometrickém tvaru. Pokud si v komplexní rovině zvolíme polární souřadnicový systém, vzdálenost od počátku označíme |z| (absolutní hodnota, také nazývaná norma nebo modul) a orientovaný úhel {\displaystyle \varphi =\mathrm {IOZ} } (argument), kde I=[1;0]. O je počátkem soustavy a Z=[a;b] je obraz komplexního čísla z=a + bi, platí:
{\displaystyle z=|z|(\cos \varphi +\mathrm {i} \cdot \sin \varphi )=|z|\cdot e^{\mathrm {i} \varphi }\,}.
Modul lze z algebraického tvaru {\displaystyle z=a+b\mathrm {i} \,\!} určit ze vztahu:
{\displaystyle |z|={\sqrt {a^{2}+b^{2}}}}. Při zobrazení v komplexní rovině je to délka úsečky {\displaystyle |\mathrm {OZ} |\,}.
Argument lze vyjádřit ze vztahů:
{\displaystyle \varphi =\arg(z)=\arg(a+b\mathrm {i} )=\operatorname {atan2} (b,a)={\begin{cases}\arctan({\frac {b}{a}})&{\mbox{jestliže }}a>0\\\arctan({\frac {b}{a}})+\pi &{\mbox{jestliže }}a<0{\mbox{ a }}b\geq 0\\\arctan({\frac {b}{a}})-\pi &{\mbox{jestliže }}a<0{\mbox{ a }}b<0\\{\frac {\pi }{2}}&{\mbox{jestliže }}a=0{\mbox{ a }}b>0\\-{\frac {\pi }{2}}&{\mbox{jestliže }}a=0{\mbox{ a }}b<0\\{\mbox{libovolné }}&{\mbox{jestliže }}a=0{\mbox{ a }}b=0.\end{cases}}}
Aby byla hodnota argumentu jednoznačná, je nutné ji omezit na nějaký polootevřený interval délky 2π, většinou se volí {\displaystyle (-\pi ;\pi \rangle } nebo {\displaystyle \langle 0;2\pi )}. Funkce {\displaystyle \varphi =\operatorname {Arg} z} má tedy v odpovídajících bodech skok velikosti 2π. Z tohoto důvodu se například argument součinu dvou komplexních čísel může lišit od součtu jejich argumentů o násobek 2π.
Pro násobení, dělení a umocňování komplexních čísel {\displaystyle z_{1}=|z_{1}|\cdot e^{\mathrm {i} \varphi _{1}}} a {\displaystyle z_{2}=|z_{2}|\cdot e^{\mathrm {i} \varphi _{2}}} platí následující rovnice:
{\displaystyle z_{1}\cdot z_{2}=|z_{1}|\cdot |z_{2}|\cdot e^{\mathrm {i} (\varphi _{1}+\varphi _{2})}}
{\displaystyle {\frac {z_{1}}{z_{2}}}={\frac {|z_{1}|}{|z_{2}|}}e^{\mathrm {i} (\varphi _{1}-\varphi _{2})}}
{\displaystyle z^{n}=|z|^{n}e^{\mathrm {i} n\varphi }\,} (viz Moivreovu větu)
Pro převod komplexních čísel z goniometrického tvaru na algebraický stačí zjistit hodnotu {\displaystyle \cos \varphi } a {\displaystyle \sin \varphi } a roznásobit závorku jako při práci s klasickým mnohočlenem:
{\displaystyle z=|z|\cos \varphi +\mathrm {i} \cdot |z|\sin \varphi }

### Komplexní funkce
Komplexní funkce reálné proměnné je funkce, jejímž definičním oborem jsou reálná čísla a oborem hodnot jsou komplexní čísla.
Platí: h(x) = f(x) + ig(x)
kde f je reálná část a g imaginární část komplexní funkce h.
Obrazem takovéto funkce v Gaussově rovině je křivka, jejíž geometrický obraz je množina všech bodů X = [f(x),g(x)], kde x je z definičního oboru funkce.
Širším pojmem je funkce komplexní proměnné, jejímž definičním oborem jsou komplexní čísla. Studiem těchto funkcí se zabývá komplexní analýza. V tomto oboru se podařilo odhalit mnohé souvislosti mezi rozdílnými funkcemi reálné proměnné. Příkladem je Eulerův vzorec, často využívaný při práci s komplexními čísly, ze kterého vyplývá i vztah mezi základními matematickými konstantami
{\displaystyle e^{\mathrm {i} \pi }+1=0\,},
oblíbený nejen mezi matematiky.
Komplexní analýza nabídla nové nástroje i reálné analýze, např. pro výpočet integrálů (Cauchyho vzorec, reziduová věta) a našla široké uplatnění ve fyzice a technických aplikacích, např. při výpočtech fyzikálních polí a matematickém modelování proudění tekutin v hydrodynamice a aerodynamice.

## Základní vlastnosti tělesa komplexních čísel
Komplexní čísla s operacemi sčítání a násobení tvoří komutativní těleso. Je to největší komutativní algebraické nadtěleso (konečného stupně rozšíření) tělesa reálných čísel a algebraický uzávěr tělesa reálných čísel. Toto těleso nelze okruhově uspořádat, protože {\displaystyle \mathrm {i} ^{2}=-1<0}.
Komplexní čísla {\displaystyle \mathbb {C} } je možno chápat jako dvoudimenzionální normovanou podílovou algebru nad {\displaystyle \mathbb {R} }. Existují právě dva automorfizmy {\displaystyle \mathbb {C} } jakožto algebry nad {\displaystyle \mathbb {R} }: identita a konjugace.
Je zajímavé, že existuje nekonečně mnoho automorfizmů {\displaystyle \mathbb {C} } jako tělesa (ovšem jsou velmi nespojité a nezachovávají {\displaystyle \mathbb {R} \subset \mathbb {C} }, což znamená, že reálná a čistě imaginární čísla nejsou určena samotnou strukturou tělesa {\displaystyle \mathbb {C} } – porovnej s kvaterniony).

## Definice pomocí uspořádaných dvojic
Komplexní čísla formálně zaváděna jako všechny uspořádané dvojice reálných čísel {\displaystyle (a,b)} s definovanými operacemi sčítání a násobení:
{\displaystyle (a,b)+(c,d)=(a+c,b+d)\,}
{\displaystyle (a,b)\cdot (c,d)=(ac-bd,ad+bc)\,}
Znaménko {\displaystyle \cdot } u násobení obvykle vynecháváme. 
Takováto definice je matematicky čistší, než výše uvedené neformální definice, protože pokud pouze postulujeme existenci nějaké množiny {\displaystyle \mathbb {C} } a hodnoty {\displaystyle i} s vlastnostmi {\displaystyle \exists \mathbb {C} \supsetneq \mathbb {R} .(\mathbb {C} \;{\mbox{je těleso}}\land \exists i\in \mathbb {C} .(i^{2}=-1))}, tak přidání takového nového axiomu do teorie vyvolává otázku jeho bezespornosti se zbytkem teorie, což je dosti složitý problém. Definice pomocí uspořádaných dvojic tento problém obchází tím, že {\displaystyle i} s požadovanými vlastnostmi nepostuluje, nýbrž zkonstruuje z reálných čísel. 
Použitím algebraických vlastností reálných čísel dostaneme následující tvrzení:
{\displaystyle \forall (a_{1},a_{2}),(b_{1},b_{2}),(c_{1},c_{2})\in {\mathbb {C} }:}
1. {\displaystyle (a_{1},a_{2})+(b_{1},b_{2})=(b_{1},b_{2})+(a_{1},a_{2})\,} (komutativita sčítání)
2. {\displaystyle (a_{1},a_{2})+{\big (}(b_{1},b_{2})+(c_{1},c_{2}){\big )}={\big (}(a_{1},a_{2})+(b_{1},b_{2}){\big )}+(c_{1},c_{2})\,} (asociativita sčítání)
3. {\displaystyle (a_{1},a_{2})+(0,0)=(a_{1},a_{2})\,} (neutralita nuly vůči sčítání)
4. {\displaystyle (a_{1},a_{2})+(-a_{1},-a_{2})=(0,0)\,} (existence inverzního prvku vůči sčítání; pravidlo odčítání)
5. {\displaystyle (a_{1},a_{2})\cdot (b_{1},b_{2})=(b_{1},b_{2})\cdot (a_{1},a_{2})} (komutativita násobení)
6. {\displaystyle (a_{1},a_{2})\cdot {\big (}(b_{1},b_{2})\cdot (c_{1},c_{2}){\big )}={\big (}(a_{1},a_{2})\cdot (b_{1},b_{2}){\big )}\cdot (c_{1},c_{2})} (asociativita násobení)
7. {\displaystyle (a_{1},a_{2})\cdot (1,0)=(a_{1},a_{2})} (neutralita jedničky vůči násobení)
8. {\displaystyle (a_{1},a_{2})\neq (0,0)\implies (a_{1},a_{2})\cdot \left({a_{1} \over a_{1}^{2}+a_{2}^{2}},{-a_{2} \over a_{1}^{2}+a_{2}^{2}}\right)=(1,0)}  (existence inverzního prvku vůči násobení; pravidlo dělení)
9. {\displaystyle (a_{1},a_{2})\cdot {\big (}(b_{1},b_{2})+(c_{1},c_{2}){\big )}=(a_{1},a_{2})\cdot (b_{1},b_{2})+(a_{1},a_{2})\cdot (c_{1},c_{2})} (distributivita sčítání přes násobení)

Tyto vlastnosti dokládají, že množina komplexních čísel, spolu s takto definovaným sčítáním a násobením, tvoří těleso. Neformálně řečeno, výše uvedené vlastnosti nás opravňují takto definované objekty nazývat čísly.
Prvek tvaru {\displaystyle (a,0)} jednoznačně odpovídá reálnému číslu {\displaystyle a}, zavedené operace jsou rozšířením operací v reálném oboru (mají stejné výsledky). To nás opravňuje ke zkrácenému značení, kdy místo {\displaystyle (a,0)} píšeme pouze {\displaystyle a}.
Prvek {\displaystyle (0,1)} pak nazveme imaginární jednotkou (zapisujeme {\displaystyle \mathrm {i} =(0,1)}). Tím získáme obvyklé značení {\displaystyle (a,b)=a+\mathrm {i} b}. Pro číslo {\displaystyle \mathrm {i} } pak z definice platí očekávaný vztah {\displaystyle \mathrm {i} ^{2}=-1}.

## Reprezentace maticí
Komplexní číslo {\displaystyle a+bi} můžeme reprezentovat čtvercovou maticí {\displaystyle 2\times 2} reálných čísel ve formě: {\displaystyle {\begin{pmatrix}a&-b\\b&\;\;a\end{pmatrix}}}
Potom platí následující vlastnosti:
1. Sčítání matic odpovídá sčítání komplexních čísel
2. Násobení matic odpovídá násobení komplexních čísel
3. Determinant matice odpovídá kvadrátu absolutní hodnoty komplexního čísla
4. Transpozice matice odpovídá operaci komplexního sdružení
5. Inverzní matice odpovídá převrácené hodnotě komplexního čísla